# Rezerwat przyrody Witanowszczyzna
Rezerwat przyrody Witanowszczyzna – leśny rezerwat przyrody położony w południowej części województwa podlaskiego, na terenie gminy Nurzec-Stacja, w powiecie siemiatyckim. Celem ochrony przyrody w rezerwacie jest zachowanie w stanie naturalnym ekosystemów leśnych lasów łęgowych i grądów, a w szczególności zachowanie stanowisk rzadko występujących na niżu gatunków górskich tj. parzydła leśnego, cebulicy dwulistnej oraz bodziszka żałobnego.

## Opis
Rezerwat przyrody Witanowszczyzna utworzony został 3 stycznia 2008 na mocy rozporządzenia nr 18/07 Wojewody Podlaskiego z dnia 10 grudnia 2007. Rezerwat znajduje się na gruntach będących własnością Skarbu Państwa, administrowanych przez Regionalnego Dyrektora Ochrony Środowiska w Białymstoku i Nadleśnictwo Nurzec.

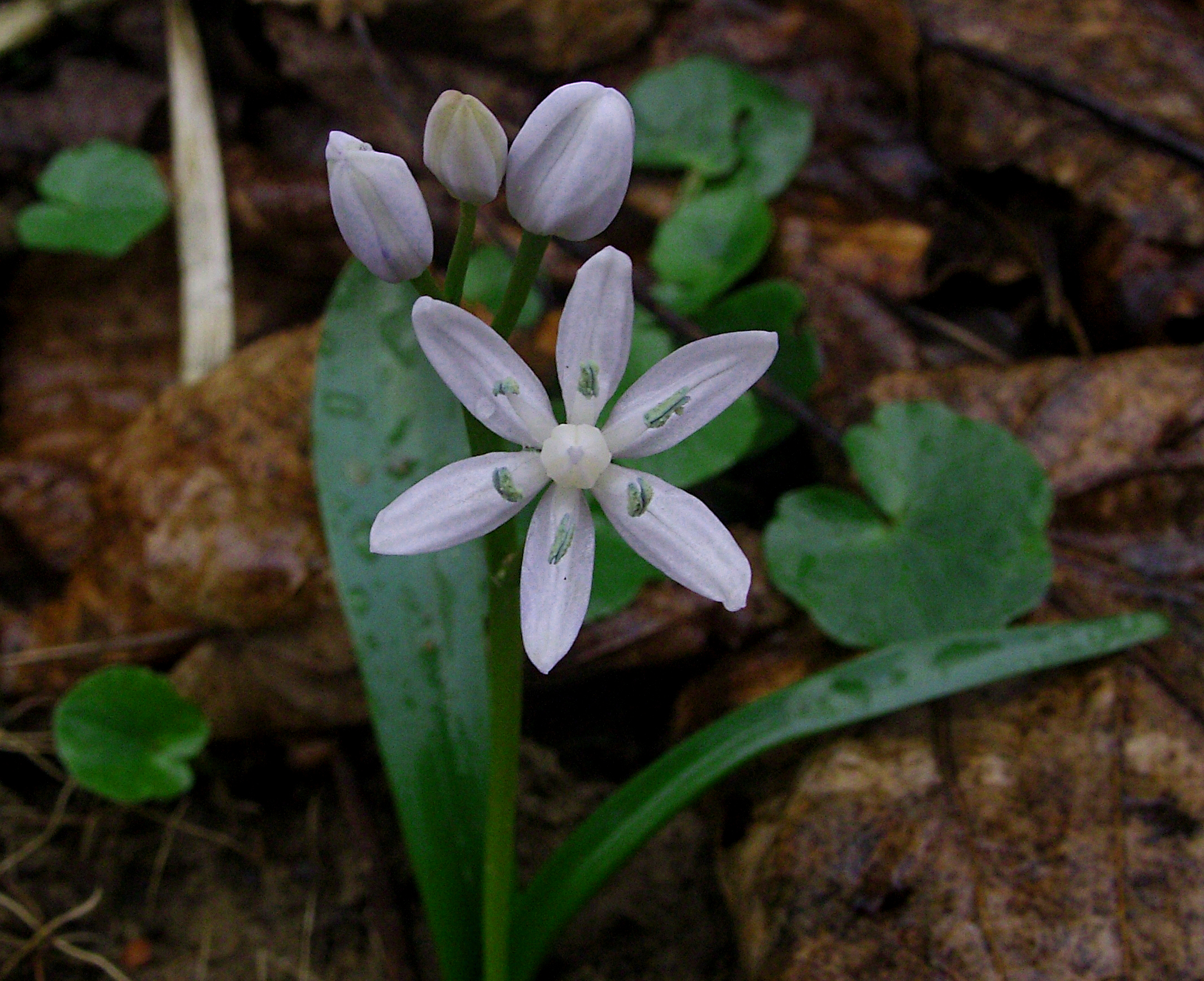
Cebulica dwulistna

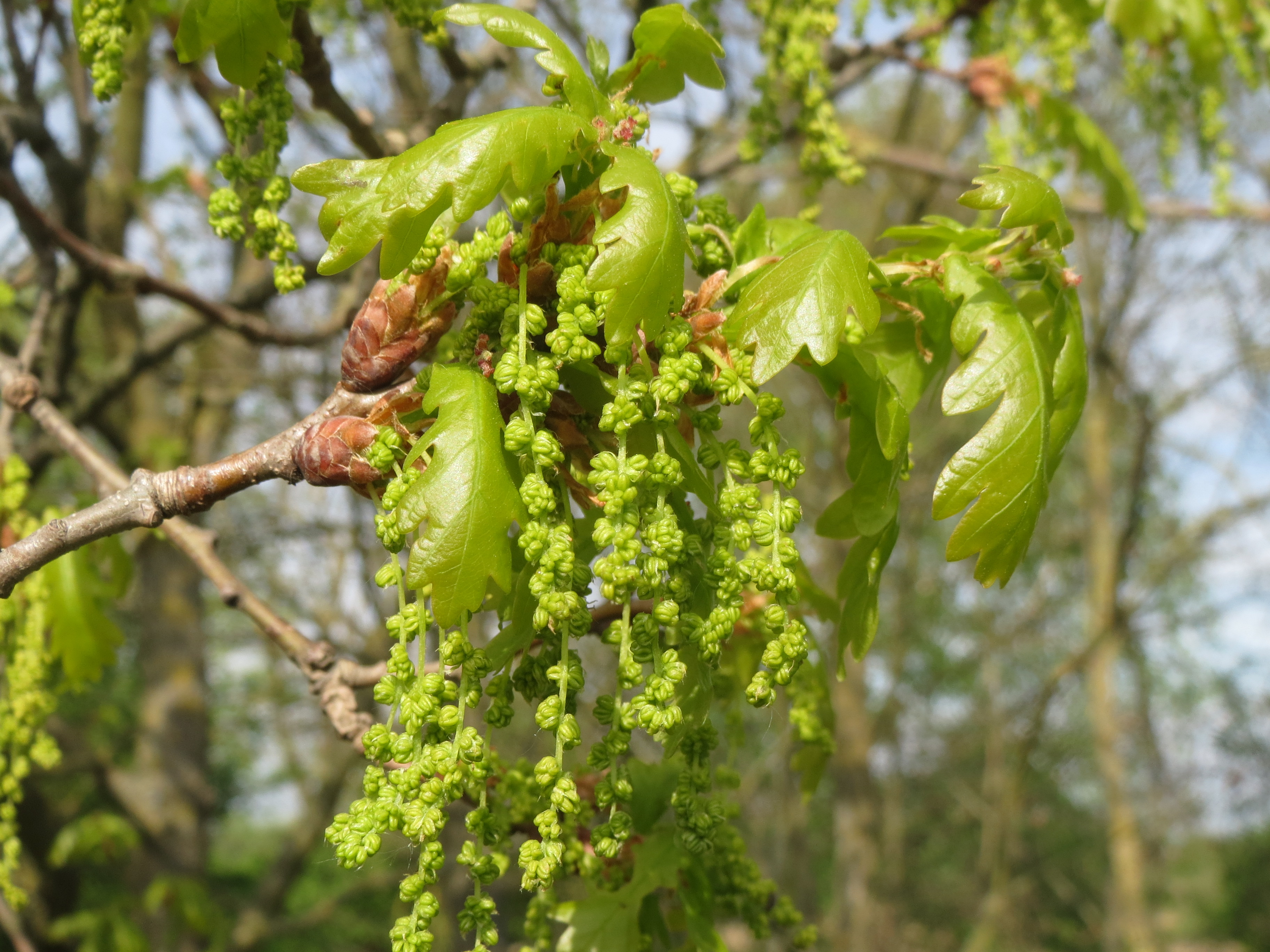
Dąb szypułkowy

Położony jest w północno-wschodniej części obrębu Nurzec, w leśnictwie Wilanowo. Rzadko występująca tutaj roślinność zielna, wiele gatunków ptaków i ssaków oraz piękno lasu to jedne z wielu czynników do stworzenia rezerwatu i ochrony tego miejsca
Ze względu na strukturę fitosocjologiczną terenów wchodzących w skład rezerwatu flora bogata jest w gatunki naczyniowe. W rezerwacie występują gatunki objęte ochroną ścisłą: orlik pospolity, centuria zwyczajna, naparstnica zwyczajna, kruszczyk szerokolistny, lilia złotogłów. Z gatunków drzewiastych najbardziej rozpowszechnione są: olsza, brzoza brodawkowata, jesion, dąb szypułkowy, grab, wiąz. W północnej części obiektu na skraju drzewostanu znajduje się pomnik przyrody – dąb szypułkowy. Przez część środkową przepływa rzeka Pulwa, która w czasie wiosennych roztopów i dużych opadów deszczu tworzy rozlewiska.